# David McKinley
David Bennett McKinley (Wheeling, 28 marzo 1947) è un politico statunitense, membro della Camera dei Rappresentanti per lo stato della Virginia Occidentale dal 2011 al 2023.

## Biografia
Laureato all'Università Purdue, McKinley divenne ingegnere civile e successivamente costruttore, fondando una società a suo nome.
Entrato in politica con il Partito Repubblicano, nel 1980 venne eletto all'interno della legislatura statale della Virginia Occidentale e vi rimase per i successivi quattordici anni. Nel frattempo, tra il 1990 e il 1994 rivestì anche il ruolo di presidente del Partito Repubblicano della Virginia Occidentale.
Nel 1996 si candidò alla carica di governatore della Virginia Occidentale e affrontò nelle primarie repubblicane Jon McBride e Cecil H. Underwood, venendo sconfitto da quest'ultimo.
Nel 2010 si candidò alla Camera dei Rappresentanti per il seggio occupato dal democratico Alan Mollohan; il deputato venne sconfitto già nelle primarie democratiche e quindi McKinley affrontò un altro avversario, riuscendo a farsi eleggere. Nelle successive tornate elettorali venne riconfermato per altri cinque mandati. Ricandidatosi per le elezioni del 2022 in una diversa circoscrizione, fu sconfitto dal compagno di partito Alex Mooney, dopo che quest'ultimo era stato sostenuto dall'ex-presidente Trump critico con il rappresentante McKinley per le sue posizioni moderate.
Ideologicamente McKinley è un repubblicano di vedute conservatrici, durante gli ultimi 3 mandati ha avuto posizioni più moderate sostenendo proposte di legge bipartisan e votando a favore del piano infrastrutturale del presidente Biden.